# Північна Греція
Північна Греція (грец. Βόρεια Ελλάδα) — найбільший історико-географічний регіон Греції та водночас один із чотирьох NUTS країни. 
Концепція має різне охоплення залежно від контексту. У Стародавню Грецію північна частина країни розумілася переважно як Фессалія і Епір, з трохи обмеженим охопленням, ніж у сучасних грецьких областях. 
До 1988 року адміністративний розподіл країни під Північною Грецією означало Егейську Македонію та Західну Фракію, котрим існувало окреме міністерство у Салоніках.
З 1988 до 2015 року Північна Греція включала Фессалію для статистичних цілей, а з 2015 року — Епір, тобто. єпархії Константинопольського патріархату біля Греції. Перед останньою зміною, в 2014 році, грецький композитор Стаматіс Краунакіс підірвав громадську думку в Греції, визнавши, що болгарською говорять на північ від Ламії, що викликало хвилю остракізму щодо себе. 